# Danny Pink
Danny Pink est un personnage de la série télévisée britannique de science-fiction Doctor Who interprété par Samuel Anderson. Danny interprète le rôle du petit ami de Clara Oswald, compagne du Docteur, durant la huitième saison.

## Histoire du personnage

### Saison 8 (2014)
Danny Pink apparait lors du deuxième épisode de la huitième saison intitulé Dans le Ventre du Dalek en tant que nouveau professeur de mathématiques dans la même école que Clara et ancien sergent dans l'armée britannique. Tous deux tombent très rapidement amoureux l'un de l'autre, si bien qu'à la fin de cet épisode, Danny invite finalement Clara à aller boire un verre.
Leur premier rendez-vous amoureux prend place durant les événements de Jamais Seul mais tourne très mal. Clara partant vexée tout d'abord après une brève dispute avec lui, puis Danny comprenant que des choses étranges se passent autour de Clara et lui disant qu'il « ne fait pas dans les choses étranges ». Tout s'arrange finalement puisqu'ils s'embrassent pour la première fois à la fin de cet épisode.
C'est durant ce même épisode que Clara croise Danny durant son enfance dans un orphelinat. On apprend pour l'occasion que son vrai nom est Rupert Pink mais qu'il n'aime pas son prénom. Il le changera en Danny quelques années plus tard en souvenir de « Dan le soldat », une figurine qu'il avait étant enfant : un soldat sans pistolet qui protège tout le monde.
Danny n'est pas tout de suite au courant de la double vie de Clara. Ce n'est que dans l'épisode Le Gardien qu'il rencontre le Docteur et découvre les activités des deux voyageurs. La relation qu'il entretient alors avec le Seigneur du Temps est difficile. Danny considère le Docteur comme un aristocrate arrogant, et le Docteur voit Danny comme un soldat, ce qu'il déteste, et l'appelle d'ailleurs « Prof De Gym » à chaque fois qu'il en a l'occasion. À la fin de cet épisode, Danny aide Clara et le Docteur à sauver le monde. Le Docteur, sans l'accepter totalement comme le petit ami de Clara,  Danny dit à Clara qu'il se fiche qu'il l'aime ou non et qu'il comprend que le Docteur n'attend qu'une seule chose de lui : être assez bien pour Clara. Il lui dit que c'est pour cela qu'il est en colère : il a peur qu'il ne le soit pas. Le Docteur dit quand même que « c'est un bon début ».
Maintenant au courant des escapades de Clara, Danny commence à s'inquiéter pour elle et à la relation qu'elle entretien avec le Docteur. Il lui demande de partir du TARDIS si à un moment le Docteur la pousse trop loin, ce qui arrive dans l'épisode La Première Femme sur la Lune. Néanmoins Danny, en la consolant, lui fait comprendre qu'il sait très bien qu'elle ne quittera pas le Docteur tout de suite, car si elle voulait vraiment ne plus revoir le Seigneur du Temps, elle ne serait pas autant en colère.
Clara retourne effectivement vivre des aventures avec le Docteur sans prévenir Danny et c'est dans Promenons-nous dans les bois... qu'il comprend qu'elle continue. Danny demande alors à Clara d'arrêter de lui mentir.
Dans La Nécrosphère, Danny meurt renversé par une voiture alors qu'il était au téléphone avec Clara et se retrouve à la « Terre Promise ». On apprend aussi que la cause de son départ de l'armée est le fait qu'il ait tiré accidentellement sur un jeune garçon durant une mission. Après avoir été tourné en Cyberman par Missy, Danny demande alors à Clara de lui enlever ses sentiments car il ne supporte pas de vivre ainsi. Elle le fait finalement grâce au tournevis sonique du Docteur et Danny perd tous ses sentiments. Mais par amour pour Clara, il réussit à défier les ordres de Missy et se fait exploser dans l'atmosphère avec tous les autres Cybermen, mettant ainsi fin au plan démoniaque de la « reine du mal » mais aussi à sa vie.
À la fin de Mort au Paradis, Danny se voit la possibilité de revenir de la Nécrosphère dans le monde réel, mais préfère donner sa place au garçon qu'il avait tué durant la guerre. Il meurt donc pour de bon.

### Douce Nuit(Noël 2014)
On le revoit apparaître dans l'épisode de Noël de 2014, Douce Nuit, en tant que partie du rêve de Clara lorsqu'elle se trouve sous l'emprise d'un Crabe des Rêves. Il lui fait alors "ses" adieux finaux en demandant à la jeune femme de ne penser à lui que 5 minutes par jour et de vivre sa vie à fond à côté. Clara se réveille après cela.

## Apparence et personnalité

### Personnalité
Au cours de sa première apparition dans l'épisode Dans le Ventre du Dalek, Danny est présenté comme un homme plutôt timide, en particulier devant sa collègue Clara Oswald. Il est toutefois courageux (voir par exemple Le Gardien, où il sauve Clara et le Docteur). Il est très discret sur son passé. On en apprend la cause dans La Nécrosphère : alors qu'il était en mission, il a tué un enfant. Il a depuis développé un sentiment de dégoût envers ses supérieurs, les « chefs » (surnom qu'il donne au Docteur).

## Casting et réception
Le personnage de Danny Pink est annoncé courant février 2014 comme étant un personnage important de la saison huit, et un ancien soldat.

## Liste des apparitions
- 2014 : Dans le Ventre du Dalek
- 2014 : Jamais Seul
- 2014 : Braquage Temporel
- 2014 : Le Gardien
- 2014 : La Première Femme sur la Lune
- 2014 : La Momie de l'Orient-Express
- 2014 : À Plat
- 2014 : Promenons-nous dans les Bois...
- 2014 : La Nécrosphère
- 2014 : Mort au Paradis
- 2014 : Douce Nuit